# Mallacán
Mallacán es un grupo de rock en aragonés creado en Zaragoza en 1992, cercano ideológicamente al aragonesismo de izquierdas. Destaca por su utilización, en la mayoría de sus canciones, del idioma aragonés, lengua hablada en las comarcas del norte de Aragón y que se encuentra en grave peligro de desaparición. No obstante, también han grabado algunas de sus canciones en catalán y castellano.
La palabra mallacán es un vocablo del aragonés que viene a significar caliche, una acumulación de carbonato de calcio fácilmente de encontrar en casi cualquier terreno árido del mundo.
Su primera grabación fue una maqueta en casete, "Entalto a reboluzión!" (¡Arriba la revolución!) en 1995 y desde entonces han publicado cuatro discos: "Luen d'o paradiso" (Lejos del paraiso) en 1999, "Chera chera!" (¡Hoguera hoguera!, expresión utilizada en el Pirineo aragonés para avivar el fuego del hogar) en 2002 "País zierzo" (País cierzo, refiriéndonse a Aragón) en el 2005, y "Mar de suenios" editado en 2009.
La música de Mallacán es una fusión de rock, folk, ska y reggae.

## Componentes e instrumentos
Actualmente forman el grupo siete componentes, pero ha habido muchos cambios en la historia del grupo:
- Fernando: voz y guitarra
- Arturo: batería
- Sito: guitarras
- Mario: bajo
- Eduardo: trompeta y samplers
- Alex: trombón, guitarra y voces
- Jandro: gaita de boto aragonesa, teclados, acordeón y dulzaina aragonesa.

Destaca el empleo de instrumentos típicos de Aragón, como la gaita de boto y la dulzaina.

## Discografía
- Entalto a reboluzión! (1995)

Su primera maqueta. Aparece en octubre de 1995 y contiene nueve canciones en aragonés grabadas en directo en la sala Jai-Alai de Huesca. Acompañando a la casete venía una hoja con las canciones traducidas al castellano.
- Luen d'o paradiso (1999)

El primer disco aparece en 1999. Tiene doce canciones que hablan de la inmigración, la mujer, la ecología y la defensa de la lengua aragonesa. La última canción del disco es una versión del Gora Herria de Negu Gorriak en euskera.
- Chera, chera! (2002)

Editado en abril de 2002. El título es una expresión empleada en el Pirineo para atizar el fuego del fogaril. Tiene catorce canciones, una de ellas en catalán, otra en francés y dos en castellano, una es una versión de Más Birras.
- País Zierzo (2005)

Grabado en el barrio del Gancho, en Zaragoza y masterizado en Bérriz (Vizcaya) por Lorentzo Records. Tiene doce canciones, una en catalán y el resto en aragonés.
- Mar de suenios (2009)

Aparece en mayo de 2009. Incluye 14 canciones grabadas en los estudios Rap Solo de Zaragoza y masterizadas en Masterdisk en Nueva York. Su primer sencillo fue 'Canta Trista d'Irina'.